# Alois Matulík
Alois Matulík (25. července 1905, Velké Bílovice – 8. dubna 1985, Klokoty) byl kněz, člen Kongregace bratří těšitelů z Gethseman a duchovní správce farnosti Tábor-Klokoty.

## Život
Narodil se v rodině drobného hospodáře Tomáše Matulíka a jeho ženy Julie Osičkové. V matrice narození je zapsán pod křestním jménem Jakob. Po vysvěcení na kněze roku 1933 působil v Nitře. Později vstoupil do kongregace bratří těšitelů z Gethseman a sloužil pacientům v nemocnici ve Vídni. V roce 1934 přichází se spolubratry do Klokot na pozici prvního superiora. Zdejší poutní areál byl tehdy ve špatné kondici a během svého působení se jej snažil pozvednout. Po pěti letech se přesouvá do Nepomuku, kde vedl duchovní správu arciděkanství. V nelehké době okupace zachraňuje po zřícení střechy kostel sv. Jakuba a o rok později kostel sv. Jana Nepomuckého, světce a tamějšího rodáka. Zajistil obnovu krytiny budovy arciděkanství i jeho barokní fasády. V roce 1947 zde přivítal relikvii sv. Vojtěcha, která putovala po celém Československu při příležitosti 950 let jeho mučednické smrti. Po velké pouti svatojánské v Nepomuku 6. května 1949, za účasti Jeho Excelence Dr. Josefa Hloucha, 46 kněží a 50 bohoslovců, následovaly časté výslechy StB.
V noci ze 14. na 15. dubna 1950 byl v rámci Akce K zatčen a internován v Želivském klášteře.
Odsud byl dopravován na určená pracoviště, pod neustálým dozorem, a pak zase přivážen zpět pod ochranu SNB psovodů a hlídek na strážních věžích. Později byl přemístěn do internačního tábora v klášteře Hora Matky Boží u Králík, kde se jeho pracovištěm stal státní statek Dolní Hedeč.
Po propuštění z vězení byl dosazen od 1. ledna 1954 na faru v Bílém Újezdě. Jeho umístění bylo aktivitou Jana Dolka, rodáka z Bílého Újezda, učitele, bývalého krajského církevního tajemníka v Hradci Králové, tč. osobního referenta církevního oddělení na ministerstvu školství. Zde zahájil opravu chátrajícího kostela a zvonice, které hradil z velké části z dědictví po svých rodičích. Po opravě střechy zajistil výmalbu kostela, opravu a přezlacení oltářů včetně doplnění kostelního inventáře. Po založení místního JZD byla bez náhrady zabrána část farních nemovitostí pro chov slepic. V blízkosti kostela se zvažovalo o zřízení kravína. Spory s vedením JZD vyústily k odnětí státního souhlasu k vykonávání duchovní služby od 30. dubna 1961.
V roce 1969 se vrátil do Klokot. Již v důchodovém věku se snažil navázat, kde před dvaceti lety skončil. Zasloužil se o položení nové mramorové dlažby v místním kostele, opravu schodů u oltáře, pokrytí střechy kostela a věží kaplí měděným plechem nebo opravu fresek v kostele. Dalším úspěchem bylo získání 8 nových zvonů s názvy českých patronů. Aktivně působil až do července roku 1981, kdy ho postihla mozková příhoda. Na Klokotech zůstal až do své smrti roku 1985.